# Список персонажів мультсеріалу «Фінеас і Ферб»

## Головні персонажі
Докладніше: Фінеас Флінн

### Кендес Флінн (Candace Flynn)
Докладніше: Кендес Флінн
Кендес Ґертруда Флінн (укр. дубляж  Ганна Кузіна  у 1 та 3 сезонах, Анастасія Зіновенко у 2 та 4 сезонах; ориг. дубляж  Ешлі Тісдейл) — п'ятнадцятирічна старша сестра Фінеаса та зведена сестра Ферба. Вона уперше з'явилася разом з іншою частиною головних героїв серіалу в пілотному епізоді "Американські гірки". Її особистість заснована на персонажі, якого грала акторка Дженніфер Грей у фільмі "Вихідний день Ферріса Бюллера". На свій пай, Грей також озвучувала колишнього вчителя Дуфеншмірца, доктора Ґеварлік, в епізоді "Кендес в Олії". 
Вона схиблена на винаходах братів. Дівчина безупинно намагається довести мамі, що її сини не граються на подвір'ї, як звичайні діти, а займаються дуже небезпечними справами. Не зважаючи на те, що Кендес неодноразово зазнає невдач, вона ніколи не занепадає духом. Коли Кендес не намагається викрити Фінеаса із Фербом, як правило, вона робить щось, що пов'язано з Джеремі Джонсоном, її хлопцем. Вона часто ускладнює ситуацію у їхніх стосунках та хвилюється, що не подобається Джеремі, хоча він навпаки завжди демонструє їй свою турботу. Стейсі Хірано — її найкраща подруга. Кендес народилася 11 липня. 

### Перрі Качкодзьоб (Perry the Platypus)
Перрі Качкодзьоб (звукові ефекти відтворив Ді Бредлі Бейкер), також відомий як Агент П, тваринка Фінеаса і Ферба. Уперше з'явився разом з іншою частиною головних героїв серіалу в пілотному епізоді "Американські гірки". Домашній улюбленець родини Флінн-Флетчерів, Перрі Качкодзьоб, таємно працює агентом на О.Б.К.А. (Організацію Без Крутої Абревіатури) та бореться із доктором Гайнцем Дуфеншмірцем. 
У мультфільмі "Фінеас і Феоб у другому вимірі", Перрі з альтернативної реальності (відомий як Platyborg) протистояв агентові П. Platyborg потім з'явився в епізоді-сиквелі "Історія руху опору в другому вимірі" у ролі протагоніста.

### Доктор Гайнц Дуфеншмірц (Dr. Heinz Doofenshmirtz)
Докладніше: Гайнц Дуфеншмірц
Доктор Гайнц Дуфеншмірц (укр. дубляж Дмитро Завадський; ориг. дубляж Ден Повенмаєр) — божевільний вчений. Він батько Ванесси Дуфеншмірц та голова власної компанії, Корпорації Злого Дуфеншмірца. Залежно від епізоду, Дуфеншмірц намагається або зруйнувати, або захопити Триштаття, чому постійно заважає Агент П. Після всіх невдалих спроб, він вигукує свою улюблену фразу "А щоб тобі, Перрі Качкодзьоб!". Його перший винахід у дитинстві називався просто "Інатор" , саме тому кожен з його сучасних винаходів закінчується цим словом. Така лиховісна поведінка зумовлена важким дитинством: батько ставив його біля паркану замість гнома, а мати навіть не прийшла на пологи. Відомо, що певний час його виховували оцелоти.

## Другорядні персонажі

### Ізабелла Ґарсіа-Шапіро (Isabella Garcia-Shapiro)
Ізабелла Ґарсіа-Шапіро (укр. дубляж Ганна Голосніченко у 1 та 3 сезонах, Єлизавета Зіновенко у 3 сезоні, Дарина Муращенко у 2 та 4 сезонах; ориг. дубляж Елісон Стоунер) — мексикансько-єврейська дівчинка. Вона одна з найкращих друзів братів, очевидно закохана у Фінеаса, про що останній навіть не здогадується, хоча він і демонструє кожного разу, як про неї піклується. Ізабелла — лідер команди дівчат-скаутів під номером 46231, відома своєю фразою "А що ви робите?". Загін дівчат-скаутів часто допомагає Фінеасу і Фербу в їхніх пригодах. Вона названа на честь дочки автора серіалу, Дена Повенмаєра.

### Бальджит/Балджіт Тжиндер (Baljeet Tjinder)
Бальджит/Балджіт Тжиндер (укр. дубляж Богдан Темченко у 1 та 3 сезонах, Ніна Касторф у 2 та 4 сезонах, Тетяна Антонова у 4 сезоні; ориг. дубляж Молік Пенчолі) — друг та сусід Фінеаса і Ферба. Сором'язливий, інтелігентний та ввічливий хлопчик, який переїхав до Денвіля з Індії; він часто допомагає хлопцям з їхніми ідеями, показує свої знання з алгебри та різних дрібниць (еп. "Слово дня"). У нього також є запекла необхідність отримувати гарні оцінки (еп. "Балджітлс"). Одягнений у синій комбінезон. Через різні студії дубляжу правопис та наголос імені трохи відрізняється. У 1 та 3 сезонах його ім'я вимовляється героями як Бальджит, а у 2 та 4 сезонах, як Балджіт.

### Б'юфорд ван Стомм (Buford van Stomm)
Б'юфорд ван Стомм (укр. дубляж Максим Білоногов у 1 та 3 сезонах, Олександр Погребняк у 2 та 4 сезонах; ориг. дубляж Боббі Ґейлор) — завчасто згадується, як хуліган і забіяка, однак він рідко ображає кого-небудь у мультсеріалі. Він грає крутого, але доброго хлопчину частіше, ніж розбишаку. У 16 серії 3 сезону, "Свято оладків", Б'юфорд і Бальджит виконали пісню "Антиподи". Вони заспівали, що нехай вони поводяться "наче кішка і собака", проте "в кожного є власна роль", а їхні відносини "називаються симбіозом".

### Дівчата-скаути (Fireside Girls)
Група дівчат-скаутів під номером 46231 складається з 10 осіб. Ізабелла — лідер команди. Загін дівчат-скаутів часто допомагає Фінеасу і Фербу в їхніх проектах. 
Інші члени команди дівчат-скаутів:
- Ґретчен англ. Gretchen (в оригіналі озвучує Аріель Вінтер) носить окуляри та має коротке темно-руде волосся. Вона друга в загоні і перша (окрім Ізабелли), до кого звертаються на ім'я.
- Голлі англ. Holly(в оригіналі озвучує Cymphonique Miller (сезони 1 — 2), Diamond White (сезони  2 — 4),[15] Dana Davis (як підліток в епізоді "Уже дорослі"))
- Кейті англ. Katie (в оригіналі озвучує Isabella Acres, Soleil McGhee (як підліток в епізоді "Уже дорослі"))
- Міллі англ. Milly (в оригіналі озвучує Isabella Murad, Dannah Phirman (як підліток в епізоді "Уже дорослі"))
- Едісон Світвотер англ. Adyson Sweetwater (в оригіналі озвучує Madison Pettis) Вона займає друге місце в загоні до кого звертаються на ім'я, та перше, чиє прізвище вимовили.
- Джинджер Хірано англ. Ginger Hirano (в оригіналі озвучує Tiffany Espensen (сезони 1 — 2), Michaela Zee (сезони 3 — 4), Ming-Na (як підліток в епізоді "Уже дорослі")) Молодша сестричка найкращої подруги Кендес — Стейсі Хірано. Закохана у Бальджита(Балджіта).[16]

### Лінда Флінн-Флетчер (Linda Flynn-Fletcher)
Лінда Флінн-Флетчер (укр. дубляж Людмила Ардельян; ориг. дубляж Керолайн Реа) — мати Фінеаса та Кендес, мачуха Ферба. Кожного разу Кендес відволікає її від справ, щоб показати, чим займаються Фінеас і Ферб і кожного разу перед приходом Лінди все дивним чином зникає. Вона не дуже серйозно відноситься, коли Кендес, Фінеас або, навіть, її чоловік — Лоренс, розповідають про неймовірні речі та пригоди і вважає, що у людей просто жвава уява.
Лінда Флінн-Флетчер також відома, як зірка з лише одним хітом — Ліндана, та піснею "Я Ліндана і я хочу гульбана!" (версія 1 та 3 сезонів), або "Я Ліндана і я хочу веселитися!" (версія 2 та 4 сезонів). Цей факт, можливо, робить її, як співачку, пародією на Сінді Лопер, тому що у Лопер теж була популярна пісня "Girls Just Want to Have Fun" (укр. "Дівчата просто хочуть веселитися"), а також вони обидві були популярними співачками у 1980-х роках (Лінда не насправді). ЇЇ синґл іноді грає в різних епізодах у ліфті. Персонаж заснований на сестрі Дена Повенмаєра, яку також звати Лінда. За молодості, Лінда зустрічалася із Гайнцем Дуфеншмірцем. Саме на побаченні із нею, одне саркастичне зауваження надихнуло Дуфа кожного дня норовити захопити Триштаття. 

### Лоренс Флетчер (Lawrence Fletcher)
Лоренс Флетчер (укр. дубляж Михайло Войчук у 1 та 3 сезонах, Олег Лепенець у 2 та 4 сезонах; ориг. дубляж Річард О'Браєн) — рідний батько Ферба та вітчим Фінеаса і Кендес. Продає антикваріат, родом з Англії, дуже довірливий. На відміну від Лінди (мами), він бачив деякі з винаходів хлопців, але реагував спокійно, бо, мабуть, вважав, що мама дійсно схвалює їхні витівки.  Джефф "Свомпі" Марш відзначив, що Лоренс дуже схожий на його вітчима, Білла.

### Стейсі Хірано (Stacy Hirano)
Стейсі Хірано (укр. дубляж Марина Локтіонова у 1 та 3 сезонах, Юлія Перенчук у 2 та 4 сезонах; ориг. дубляж Келлі Гу) — найкраща подруга Кендес. Вона має японське коріння. У мультсеріалі показано, як Стейсі дратують постійні спроби Кендес попалити Фінеаса і Ферба, бо вона залюбки б весело проводила час та користувалась винаходами хлопців; їй також іноді набридає рюмсання Кендес, щодо її стосунків із Джеремі. В епізоді "З Днем народження, Ізабелло" вона дізналась про таємне життя Перрі Качкодзьоба, проте вирішила нікому не розповідати, щоб їй не стерли пам'ять.

### Джеремі Джонсон (Jeremy Johnson)
Джеремі Джонсон (укр. дубляж  Андрій Федінчик; ориг. дубляж Мітчел Муссо) — хлопець, у якого закохана Кендес, її майбутній чоловік. Йому шістнадцять і він на рік старший за Кендес. Він працює у мережі "Слащі Бургер" (іноді називається Слащі Дог). Джеремі та Кендес офіційно стали парою в епізоді "Літо належить тобі", коли Кендес прилетіла до Парижу, щоб його побачити.  Він також грає у гурті "The Incidentals.

### Майор Монограм (-а) (Major Monogram)
Майор Френсіс Монограм (-а) (укр. дубляж Микола Боклан у 1 та 3 сезонах, Юрій Коваленко у 2 та 4 сезонах; ориг. дубляж Джефф "Свомпі" Марш) — один з керівників відділу О.Б.К.А.(Організації Без Крутої Абревіатури) та бос Перрі Качкодзьоба. Він зазвичай з'являється на великому екрані у таємному сховищі Перрі, десь під будинком родини Флінн-Флетчерів і дає завдання Агентові П зупинити Дуфеншмірца. На його мундирі зеленого кольору можна помітити ініціали ММ (Майор Монограм (-а). Дуф іноді глузує з брови Френсіса та називає його "Майор Монобров", замість "Майор Монограм (-а)". 
Через різні студії дубляжу правопис прізвища трохи відрізняється. У 1 та 3 сезонах студія LeDoyen переклала його прізвище з англійської українською (англ. Monogram; укр Монограма — максимально стисла позначка перших літер імені та прізвища особи), а студія 1+1 — транслітерувала (англ. Monogram; укр Монограм).

### Стажер Карл (Carl the Intern)
Стажер Карл  (укр. дубляж Максим Запісочний у 1 та 3 сезонах, Лідія Муращенко у 2 та 4 сезонах; ориг. дубляж Тайлер Манн) молодий неоплачуваний інтерн Майора Монограма (-и). Працює на О.Б.К.А. Відповідає за відеозйомку Монограма (-и), коли він розмовляє з Агентом П. Танцював в епізоді "Спа день", під пісню "Лікар Кокос".

### Ванесса Дуфеншмірц (Vanessa Doofenshmirtz)
Ванесса Дуфеншмірц (укр. дубляж Валентина Лонська у 1 та 3 сезонах, Катерина Буцька у 2 та 4 сезонах; ориг. дубляж Олівія Олсон) — дочка-підліток Гайнца та Шарлін Дуфеншмірц. Вона лагідна, але саркастична, цинічна та одягається в готичному стилі. Ванесса знає, що її батько злий вчений, який має ворога — Агента П. Її дратує, коли він ставиться до неї, як до малої дитини. 
Так само, як і мама Кендес, Шарлін вважає вигадками історії Ванесси про зловісні інатори батька. Дівчина часто намагається довести мамі, що вона каже правду, але це виявляється неможливим (епізоди "Я кричу, ти кричиш", "Слався, Дуфеніє!").  Пісня "Торба" яскраво відображає її зусилля.
Вона зустрічалася із Джонні (з епізоду "Вимивання мізків" до "Молодший Монограма"), Монті, сином Френсіса Монограми (-а) та Фербом (епізод "Уже дорослі", у майбутньому, за 10 років від подій серіалу).

## Епізодичні персонажі

### Норм (Norm)
Норм (укр. дубляж Ігор Волков у 1 та 3 сезонах, Михайло Тишина у 2 та 4 сезонах; ориг. дубляж Джон Вайнер) — гігантський робот-людина, створений Дуфеншмірцем, задля знищення Агента П. Вперше з'явився в епізоді "Грецька блискавка". Залицявся до робота-дівчини Хлої ("Любов з першого байта"), належав до О.Б.К.А., однак був звільнений, бо він не є твариною (еп. "Цей качиний ніс мене повнить?").

### С'юзі Джонсон (Suzy Johnson)
С'юзі Джонсон (укр. дубляж Мар'яна Чернілевська у 1 та 3 сезонах, Марина Локтіонова у 3 сезоні; ориг. дубляж Карі Валгрен), відома як Мала С'юзі Джонсон — молодша сестра Джеремі Джонсона. Вона має пронизливий і писклявий голос, на перший погляд здається милою та безневинною. Тим не менш, вона насправді дуже розбещена, уміє маніпулювати людьми, егоїстично намагається тримати Кендес подалі від Джеремі, бо хоче бути єдиною дівчиною у житті брата. 

### Дідусь Клайд та бабуся Бетті Джо (Grandpa Clyde and Grandma Betty Jo)
Дідусь Клайд Флінн та бабуся Бетті Джо Флінн (укр. дубляж Валерій Шептекіта та Ірина Дорошенко; ориг. дубляж Баррі Боствік та Керолайн Реа відповідно) — батьки Лінди та Тіани Веббер, рідні дідусь і бабуся Кендес та Фінеаса, зведені дідусь і бабуся Ферба, тесть і теща Лоренса. Кожного літа запрошують до себе родину Флінн-Флетчерів разом із сусідськими дітьми відпочити у будиночку біля озера. 
З'являлися разом в таких епізодах, як "Заберіть від мене цього Бігфута!", "Балада Гидьбороди", "Покажи їм", "Б'юфорд загадковий" та ін.

### Дідусь Реджинальд та бабуся Вініфред (Grandpa Reginald and Grandma Winifred)
Дідусь Реджинальд Флетчер та бабуся Вініфред Флетчер (ориг. дубляж Малкольм Макдавелл та Джейн Кар відповідно) — батьки Лоренса та Адріана, рідні дідусь і бабуся Ферба, зведені дідусь і бабуся Фінеаса та Кендес, свекор і свекруха Лінди. Проживають у маєтку Флетчерів, в Лондоні.
З'являлися разом в таких епізодах, як "Важка це робота — бути лицарем", "Летючий Риболов", "Елементарно, Стейсі" та ін.

### Роджер Дуфеншмірц (Roger Doofenshmirtz)
Роджер Дуфеншмірц (в оригіналі озвучує John O'Hurley) — мер Денвіля. Роджер дуже привабливий та успішний чоловік; він улюблений син матусі, на відміну від свого старшого брата, Гайнца, через що останній дуже страждає та намагається помститися. 
З'являвся в таких епізодах, як "Битва халабудок", "Вона — мер", "Це ваша передісторія", "Фінеас і Ферб: Зимові канікули" та ін.

### Love Händel
Love Händel — популярний (вигаданий) рок-гурт 80-х, який возз'єднався в епізоді "Чуваки, ми знову збираємо групу".  
Учасики гурту: 
- Денні — лідер гурту, вокаліст, гітаріст. До возз'єднання працював у власному магазині з продажу музичних інструментів.
- Боббі — вокаліст, бас-гітарист. До возз'єднання працював стилістом у власномій перукарні.
- Шерман — баранащик. До возз'єднання працював бібліотекарем.

Гурт з'являвся в таких епізодах, як "Чуваки, ми знову збираємо групу", "Тадеус і Тор" (пісня), "Ідемо напролом" (пісня), "Гіп гіп парад", "Американські гірки: Мюзикл!" (камео), "Грай", "Доставка долі", "Страхи", "Ультиматум Клімпалуна", а також в мультфільмі "Фінеас і Ферб у другому вимірі".

### Бетті (The Bettys)
Бетті - популярний дівчачий рок-гурт. Кендес та Стейсі - шанувальниці цієї групи.
Учасики гурту:
- Креш: Лідер, Вокалі, Гітара
- Тінк: Бас-гітара
- Міссі: Барабани

Існує реальний гурт "Бетті", який вирішив, що кінокомпанія Дісней порушила авторське право, а персонажі мультсеріалу "Фінеас і Ферб" - плагіат. Відтоді епізоди "Готуйтеся до Бетті" та "Кліптастичний хітпарад Фінеаса і Ферба" більше не виходять у ефір Сполучених Штатів. 

### Монті Монограм (-а) (Montgomery "Monty" Monogram)
Монтгомері "Монті" Монограм (-а) (в оригіналі озвучує Сет Грін) — син Майора Монограма. Після закінчення школи, почав працювати на О.Б.К.А. Зустрічався з Ванессою Дуфеншмірц. 
З'являвся в таких епізодах, як "Молодший Монограма", "Чашка кави з ворогом", "Моя машина", "Спасибі, але не треба", "Дрюсельштейновін", "Фінеас і Ферб рятують літо".

### Ірвінґ Ду Бойс (Irving Du Bois)
Ірвінґ Ду Бойс (укр. дубляж Володимир Канівець у 1 та 3 сезонах, Дмитро Сова у 3 сезоні; ориг. дубляж Джек МакБраєр) — самопроголошений найбільший шанувальник Фінеаса і Ферба. 
З'являвся в таких епізодах, як "Гра в хованки", "Кліп-О-Рама в День народження Фінеаса!", "Фінеас і Ферб рятують літо" та ін. У нього є старший брат — Альберт.

### Альберт Ду Бойс (Albert Du Bois)
Альберт Ду Бойс (в оригіналі озвучує Дідріх Бейдер) — старший брат Ірвінґа Ду Бойса, американець, народився у Денвілі. Не вірить словам брата, що Фінеас і Ферб створюють неймовірні атракціони. З'являвся в таких епізодах, як "Без Фінеаса і Ферба", "Одного поля ягоди", "Дуф повертає місяць", "Мотивінатор" та ін.

### Шарлін Дуфеншмірц (Charlene Doofenshmirtz)
Шарлін Дуфеншмірц (український дубляж Ольга Радчук у 1 та 3 сезонах, Олена Яблучна у 2 та 4 сезонах; ориг. дубляж Елісон Дженні) — колишня дружина Гайнца Дуфеншмірца, матір Ванесси. Вона дуже заможна. Не має жодного уявлення про темний бік Дуфеншмірца. В епізоді "Я кричу, ти кричиш" Ванесса хотіла довести мамі, що Дуф "постійно будує злі апарати", але натомість Шарлін побачила тільки морозивоінатор та переконалась, що виплачує чоловікові щомісяця завеликі аліменти. 

### Вівіан Ґарсіа-Шапіро (Vivian Garcia-Shapiro)
Вівіан Ґарсіа-Шапіро (в оригіналі озвучує Eileen Galindo), або просто "Вів" — мати Ізабелли, сусідка, живе через дорогу від Фінеаса і Ферба. Як відомо, вона належить до мексиканської та єврейкої культури (епізод "Сфотографуй це"), одна з найкращих подруг Лінди, грає на контрабасі у джаз-гурті разом із Ліндою Флінн та мамою Джеремі Джонсона. Зазвичай вона розмовляє дуже швидко. Називає дочку скорочено "Іза" (еп. "Гра в хованки"), знає, що вона закохана у Фінеаса з дитинства (еп. "Уже дорослі").

### Дженні Браун (Jenny Brown)
Дженні Браун (в оригіналі озвучує Alyson Stoner) — друга найкраща подруга Кендес, хіппі. Вона носить підвісок у формі символа миру. Каже, що сподівається на мир у всьому світі, захищає тварин. Названа на честь дочки Джеффа "Свомпі" Марша.

### Колтрейн (Coltrane)
Колтрейн (в оригіналі озвучує Корбін Блю) - друг Джеремі Джонсона, басист у його гурті. Хлопець Стейсі Хірано. 
Корбін Блю та Ешлі Тісдейл (голоси Колтрейна і Кендес в оригіналі) знімалися разом у серії фільмів "Шкільний Мюзикл" від Дісней.
Персонаж з'являвся в епізодах "Ледачий день", "Балджітлс", "З Новим Роком!"," Кендес-хлопець" та ін.

### Пінкі (Pinky)
Пінкі або Мишик (звукові ефекти відтворив Ді Бредлі Бейкер) —  чихуахуа Ізабелли. Подібно до Перрі, Пінкі живе подвійним життям. Під кодовим ім'ям "Агент Пінкі" працює на командира Ванду, або Адмірала Акронім. Ворогує із Професоркою Пуфенплотц. Завжди тремтить, як у нескінченних жартах про поведінку чихуахуа. Уперше з'явився в епізоді "Подорож у центр Кендес". Полюбляє грінки з сиром.

### Пітер Панда (Peter the Panda)
Пітер Панда - таємний агент О.Б.К.А. з міста Сіетл; був тимчасовим ворогом Гайнца Дуфеншмірца. Згадується у пісні "Ти єдиний ворог мій".
З'являвся в таких епізодах, як "Машина часу", "Робото-родео", "Фінеас і Ферб у другому вимірі", "Міпопея у Сіетлі" та ін.

### Адмірал Акронім (Admiral Acronym)
Адмірал Ванда Акронім (в оригіналі озвучує Jane Leeves) — одна з керівників відділу О.Б.К.А.(Організації Без Крутої Абревіатури) та бос Чихуахуа Пінкі. Так само, як Майор Монограм (-а), вона зазвичай з'являється на великому екрані у таємному сховку Агента Пінкі, де дає йому завдання щодо лихої Професорки Пуфенплотц. 
Аналогічно Монограму (у котрого є неоплачуваний інтерн Карл), Адмірал Акронім має власного неоплачуваного інтерна — дівчинку Карлу, яка зовнішньо дуже схожа на стажера Майора Монограма.
Ванда з'являлася в таких епізодах, як "День живого желе", "Ізабелла і храм деревного соку", "Американські гірки: Мюзикл!", "Бджолина історія".

### Карла (Carla)
Карла (в оригіналі озвучує Jennifer Hale) — одна зі стажерів О.Б.К.А. Має певну схожість із Карлом. Її бос, Адмірал Акронім, якось сказала, що вона походить з "родини неоплачуваних інтернів". 
З'являлася в епізоді "Бджолина історія".

### Професор Пуфенплотц (Professor Poofenplotz)
Професор Есмеральда Пуфенплотц (в оригіналі озвучує Аманда Пламмер) — божевільна літня вчена, ворог Агента Пінкі, домашньої тваринки Ізабелли. 
З'являлась в таких епізодах, як "Ізабелла і храм деревного соку", "Американські гірки: Мюзикл!", "Бджолина історія", згадувалась в епізоді "День живого желе".

### Доктор Хірано (Dr. Hirano)
Доктор Хірано (в оригіналі озвучує Ming-Na Wen) — мати Стейсі та Джинджер. Вона видалила мигдалини Ізабеллі в епізоді "Я кричу ти кричи". Доктор Хірано часто згадується у розмовах Кендес і Стейсі, де Кендес  каже: "Стейсі, ти геній!", на що Стейсі відповідає: "Скажи про це моїй мамі!"

### Родні (Rodney)
Елуїз Еверхарт Елізабет Отто Вольфган Гіпатіа Ґантер Ґейлен Ґері Купер фон Родденштейн (в оригіналі озвучує Joe Orrantia), або просто Родні, як його називає Гайнц. Лисий злостивий вчений, член (пізніше лідер) організації Л.Ю.Б.О.В.Н.О. (Ліги Юродивих Бешкетників Об'єднаних Внесками Надзвичайної Огидності). Родом з Південної Дакоти (еп. "В яблучко!"). Його ім'я Ґейлен шведською означає "божевільний". Головний суперник Гайнца Дуфеншмірца. Має робота на ім'я Хлоя.
З'являвся в таких епізодах, як "Нудні танці", "Робото-родео", "Справжній хлопець", "В яблучко!", "Дорога на Денвіль", "Великі краплі", "Любов з першого байта", "Фінеас і Ферб рятують літо" та ін.

### Боб Веббер (Bob Webber)
Боб Веббер (в оригіналі озвучує John Larroquette) — рятувальник на озері Лохніс, чоловік Тіани Веббер. Любить клацати пальцями та казати "Добре!". 
З'являвся в таких епізодах, як "Лохніське чудовисько", "Зоряна година Кендес" та "Ферб ТБ".

### Тіана Веббер (Tiana Webber)
Тіана Веббер, уроджена Флінн (в оригіналі озвучує Меґан Гілті) — сестра Лінди, тітка Фінеаса та Кендес, зведена тітка Ферба, американка. Одружилася із Бобом Веббером в епізоді "Зоряна година Кендес".

### Адріан Флетчер
Адріан Флетчер (в оригіналі озвучує Phill Jupitus) - брат Лоренса Флетчера, син Реджинальда та Вініфред, дядько Ферба, зведений дядько Кендес і Фінеаса, батько 6 дітей, англієць. Одружений із Люсі Флетчер, синів назвав на честь відомих футболістів Девіда Бекхема та Пеле, дочку звуть Елайзою. Постійно змагається із братом та перемагає, бо Лоренс піддається, щоб зробити його щасливим.
З'явився в епізоді 3 сезону "Мій прекрасний воротар". 

### Лоррейн (Lorraine)
Лоррейн  (в оригіналі озвучує Керолайн Реа) — близнючка Бетті Джо Флінн, бабусі Фінеаса, Ферба і Кендес з боку матері, тітка Лінди та Тіани. 
З'являлась в епізоді "Заберіть від мене цього Бігфута!".

### Аннабель Джонсон (Annabelle Johnson)
Аннабель Джонсон (в оригіналі озвучує Тіна Фей) — зникла кузина Джеремі та С'юзі Джонсон, небога міс Джонсон; американка. Має родинну пляму у вигляді англійської літери "J", що встановлює її належність до родини Джонсонів. 
З'явилась у першому епізоді 3 сезону "Біжи, Кендес, біжи". 

### Джанґо Браун (Django Brown)
Джанґо Браун (в оригіналі озвучує Alec Holden) — друг Фінеаса і Ферба. Джанґо — син митця Беппо Брауна з епізоду "Кендес в Олії"; відомий своїми величезними роботами від холодильника до зубної нитки. Названий на честь сина Джеффа "Свомпі" Марша (со-автора серіалу), який озвучував деяких другорядних персонажів.

### Лайла Ягідка (Lyla Lolliberry)
Лайла Ягідка (в оригіналі озвучувала Саманта Бі) - агент-людина К.О.Б.К.А. (Канадської Організації Без Крутої Абревіатури). Ворогує із Професором Балюстрадом. Допомагала Агентові П на американо-канадському кордоні, захищала символ Канади - лося Альберта. З'являлась в епізодах "Запасна колія" та "Удача". Нагадує Лару Крофт. 

### Професор Балюстрад (Professor Bannister)
Професор Балюстрад (в оригіналі озвучував Кевін МакДональд) - злий учений з Гренландії, ворог кгента К.О.Б.К.А. - Лайли Ягідки.

### Міп (Meap)
Міп (в оригіналі озвучує — Lorenzo Lamas, Jeff Foxworthy, Jeff "Swampy" Marsh) — прибулець, міжгалактичний таємний агент; ворогує із Мітчем. Міп схожий на Жуйку — домашнього улюбленця Ліли, з Футурами.  
З'являвся в таких епізодах, як "Хроніки Міпа", "Міпопея у Сіетлі", "Ферб ТБ" та ін.

### Мітч (Mitch)
Мітч, також відомий як Великий Мітч (в оригіналі озвучує Девід Мітчелл) - це міжгалактичний злочинець. Він браконьєр, відловив багато різних інопланетних істот та зробив зоопарк на борту власної космічної станції; хоче захопити галактику. Йому не подобається, кого його називають власником зоопарку, бо це лагально, а він хоче бути поза законом. Ворогує із Міпом.

## Інші персонажі

### Фермер та його дружина (Farmer and Farmer's Wife)
Подружжя з Денвіля, яке часто відкриває нове підприємство, але чоловік постійно забуває закупити товар, щоб розпочати бізнес-справу, тому дружина починає горланити й буркотіти через його недалекоглядність. Та коли вона каже фразу на кшталт "Думаєш, це тобі з неба впаде?!", тоді з неба, як наслідок винаходів та пригод Фінеаса, Ферба, Дуфеншмірца і Перрі, починають падати необхідні їм речі: чи то кролики (еп. "Чудова трійця"), чи акумуляторний візок (еп. "Американські гірки: Мюзикл!"), чи навіть нове гольфове поле (еп. "Заберіть від мене ключки").
Фермер із дружиною з'являлися в таких епізодах, як "Чудова трійця", "Ми попалимо їх за вас", "Заберіть від мене ключки", "Несподівана С'юзі", "Гіп гіп парад", "Фінеас і Ферб: Зимові канікули", Американські гірки: Мюзикл!", "Останній поїзд до Баствіля", "Дорожні пригоди", "Залишки Качкодзьоба", "Ну і крокодил!", "Коли зіштовхуються світи", "Що я пропустив?", "Парові машини".

### Велика Літаюча Дитяча Голова (Giant Floating Baby Head)
Ще однією цікавинкою мультсеріалу є Велика Літаюча Дитяча Голова. Ден Повенмаєр прокоментував цей персонаж так: "Замальовка Майка Дідріха сподобалась режисеру Робу Г'юзу. Йому видалось це кумедним. Відтоді Голова "випливає" у багатьох епізодах". 

### Балакуча Зебра (Talking Zebra)
Балакуча Зебра (в оригіналі озвучує Джеффф Беннетт) — істота, що існує тільки як плід уяви Кендес. З невідомих причин він завжди називає її Кевін замість Кендес. 
З'являвся в таких епізодах, як "Балада Гидьбороди", "Нарешті!", "Одного поля ягоди", "Чарівник країни див", "Американські гірки: Мюзикл!", "Монстер з Ід", у фільмі "Фінеас і Ферб у другому вимірі", згадувався в епізоді "Дуфодзьоб".

### Каченя Момо (Ducky Momo)
Каченя Момо (звукові ефекти відтворив Ді Бредлі Бейкер) — популярний персонаж дитячої японської телевізійної передачі у всесвіті мультсеріалу "Фінеас і Ферб"; пародія на персонажів з японських мультиків таких, як "Hello Kitty". 
Перша поява — в епізоді "Гавайські канікули", остання поява — в епізоді "Файли О.Б.К.А."

### Клімпалун (Klimpaloon)
Клімпалун (в оригіналі озвучує Ден Повенмаєр) — старовинний купальний костюм, у біло-зелену смужку, який живе в Гімалаях. Оригінальну ідею персонажу вигадав Джон Колтон Беррі, сценарист та художник з розкадрування мультсеріалу. 
Клімпалун з'являвся у таких епізодах, як "Фінеас і Ферб: Літо належить тобі!", "Ферб ТБ", "Ультиматум Клімпалуна", "Фінеас і Ферб: Останній день літа".

### Кульчик/Бульбашка (Balloony/Colin)
Кульчик/Бульбашка - це повітряна кулька, яку Гайнц Дуфеншмірц придбав у дитинстві в Ґіммельштумпі. Він намалював обличчя, обприскав спеціальним міцним спреєм та назвав своїм другом. Однієї ночі, коли Гайнц стояв замість гнома на подвір'ї свого будинку, на жаль для нього, він не міг ворухнутись і втратив Бульбашку, коли вона полетіла.
З'являвся в таких епізодах: "Хроніки Міпа", "Американські гірки: Мюзикл!", "Міпопея у Сіетлі", "Сюрпризи сновиди", "Історія руху опору в другому вимірі".

### Прибулець-немовля (Baby alien)
Прибулець-немовля - дитинча прибульця, із п'ятого виміру. Спершу дитина була жовтого кольору і менша за Дуфеншмірца та злих інвесторів, але пізніше вона стала більша та зеленого кольору. Можливо це пов'язано із дорослішанням.
З'являвся в таких епізодах: "Світ — це багно!", "Ванессина брутальність", "Вона — мер", "Кліптастичний хітпарад Фінеаса і Ферба за участю Келлі Осборн", а також у мультфільмі "Фінеас і Ферб у другому вимірі". 

## Гості
Серед усіх персонажів запрошених зірок мультсеріалу без професійного дубляжу українською мовою залишили оригінальні камео Клея Ейкена та Чаки Хан в епізоді "Фінеас і Ферб: Літо належить тобі!" і гурту Bowling for Soup в епізоді "Квантові викрутаси Фінеаса і Ферба".

## Зовнішні посилання
- IMDB: Phineas and Ferb Cast [Архівовано 22 березня 2017 у Wayback Machine.]
- Character list on Phineas and Ferb